# Albert Khelfa
Pour les articles homonymes, voir Khelfa.
Albert Khelfa, né le 11 janvier 1945 au Caire, dans le royaume d'Égypte, est un professeur et homme politique québécois, député de Richelieu à l'Assemblée nationale du Québec sous la bannière du Parti libéral du Québec des élections générales de 1985 aux élections générales de 1994, durant lesquelles il est battu par le péquiste Sylvain Simard. 

## Biographie

### Jeunesse et carrière avant la politique
Albert Khelfa naît le 11 janvier 1945 au Caire, dans le royaume d'Égypte de l'avocat Fakhry Khelfa et de Marguerite Ganho. Il étudie à l'université du Caire, où il obtient son diplôme de chirurgie dentaire. Il s'établit plus tard au Québec, et étudie à l'Université du Québec à Trois-Rivières, où il reçoit son baccalauréat en enseignement spécialisé et son brevet d'enseignement. Il perfectionne ses études pour obtenir un certificat en administration et un certificat en mesure et en évaluation de l'Université de Montréal,. Il suit des cours de sciences politiques à l'Université Sir George Williams à Montréal en tant qu'auditeur libre.
De 1969 à 1983, Khelfa est professeur de biologie comparative et de biologie humaine à l'école secondaire Fernand-Lefebvre de Sorel,. Il est par la suite professeur d'anglais au niveau primaire à l'école Jean-de-Brébeuf de Sorel de 1983 à 1985. De 1972 à 1976, il est propriétaire d'une parfumerie. De 1976 jusqu'en 1980, il est vice-président et président du conseil des délégués du Syndicat des professeurs de Sorel. Il fonde en 1978 le Groupe multiculturel de Sorel-Tracy, dont il le premier président jusqu'en 1980. 

### Carrière politique
Albert Khelfa est élu pour la première fois lors des élections provinciales de 1985 dans la circonscription de Richelieu sous la bannière du Parti libéral du Québec. Il bat le député péquiste sortant Maurice Martel, alors ministre. Le gouvernement de son parti, dirigé par Robert Bourassa, est majoritaire, et Khelfa devient parlementaire d'arrière-ban. En 1986, il est nommé à la tête de la Commission d'éducation et de culture. En 1988, il se montre d'accord avec la loi 178 sur l'affichage public en français. Il est réélu aux élections de 1989. En 1992, il condamne une réunion de néo-nazis dans une municipalité de son comté. Il est défait par le péquiste Sylvain Simard aux élections de 1994.

### Après la vie politique
Après sa défaite en 1994, il prend sa retraite de la politique et devient conseiller en management et développement international. Il rejoint le conseil d'administration de la Klondike Star Mineral Corporation le 12 octobre 2006, dont il démissionne deux ans plus tard le 22 décembre 2008. En 2023, il est de nouveau nommé président de l'APERC.
Albert Khelfa est membre du Club Richelieu de Sorel-Tracy, des Chevaliers de Colomb et du Club Optimiste (en). 
Le fonds d'archives de l'ex-parlementaire est conservé à l'Assemblée nationale du Québec.  

## Résultats électoraux
|                                                                                                 | Nom                     | Parti           | Nombre de voix | %      | Maj.  |
| ----------------------------------------------------------------------------------------------- | ----------------------- | --------------- | -------------- | ------ | ----- |
|                                                                                                 | Sylvain Simard          | Parti québécois | 17 186         | 55,1 % | 4 745 |
|                                                                                                 | Albert Khelfa (sortant) | Libéral         | 12 441         | 39,9 % | -     |
|                                                                                                 | Marcel Cloutier         | Indépendant     | 1 570          | 5 %    | -     |
| Total                                                                                           | Total                   | Total           | 31 197         | 100 %  |       |
| Le taux de participation lors de l'élection était de 83,2 % et 1 003 bulletins ont été rejetés. |                         |                 |                |        |       |

|                                                                                                 | Nom                     | Parti            | Nombre de voix | %      | Maj.  |
| ----------------------------------------------------------------------------------------------- | ----------------------- | ---------------- | -------------- | ------ | ----- |
|                                                                                                 | Albert Khelfa (sortant) | Libéral          | 15 790         | 53,4 % | 3 288 |
|                                                                                                 | Guy Savard              | Parti québécois  | 12 502         | 42,3 % | -     |
|                                                                                                 | Rodrigue Lemoyne        | Sans désignation | 1 296          | 4,4 %  | -     |
| Total                                                                                           | Total                   | Total            | 29 588         | 100 %  |       |
| Le taux de participation lors de l'élection était de 79,8 % et 1 260 bulletins ont été rejetés. |                         |                  |                |        |       |

|                                                                                               | Nom                      | Parti               | Nombre de voix | %      | Maj.  |
| --------------------------------------------------------------------------------------------- | ------------------------ | ------------------- | -------------- | ------ | ----- |
|                                                                                               | Albert Khelfa            | Libéral             | 16 373         | 53,1 % | 3 047 |
|                                                                                               | Maurice Martel (sortant) | Parti québécois     | 13 326         | 43,3 % | -     |
|                                                                                               | Guy Verville             | NPD Québec          | 587            | 1,9 %  | -     |
|                                                                                               | Michel Guilbault         | Indépendant         | 347            | 1,1 %  | -     |
|                                                                                               | Diane Dufour             | Socialisme chrétien | 105            | 0,3 %  | -     |
|                                                                                               | Jean-Paul Belley         | Communiste          | 72             | 0,2 %  | -     |
| Total                                                                                         | Total                    | Total               | 30 810         | 100 %  |       |
| Le taux de participation lors de l'élection était de 81,9 % et 585 bulletins ont été rejetés. |                          |                     |                |        |       |